# Сіверський
Сіверський (рос. Сиверский) — міське селище у Гатчинському районі Ленінградської області Російської Федерації.
Населення становить 12 039 осіб. Належить до муніципального утворення Сєверське міське поселення.

## Географія
Населений пункт розташований на південній околиці міста Санкт-Петербурга.

## Історія
Згідно із законом від 16 грудня 2004 року № 113—оз належить до муніципального утворення Сєверське міське поселення.

## Населення
| 1920    | 1923    | 1926    | 1935    | 1939    | 1945    | 1949    |
| ------- | ------- | ------- | ------- | ------- | ------- | ------- |
| 2302    | ↘1448   | ↗3491   | ↗3624   | ↗9090   | ↘3028   | ↗4642   |
| 1959    | 1970    | 1979    | 1989    | 1997    | 2002    | 2006    |
| ↗12 067 | ↘11 802 | ↗13 722 | ↘11 885 | ↗12 900 | ↘12 137 | ↗12 200 |
| 2009    | 2010    | 2012    | 2013    | 2014    | 2015    | 2016    |
| ↘12 189 | ↗12 216 | ↘12 205 | ↗12 376 | ↗12 471 | ↗12 545 | ↘12 527 |
| 2017    | 2018    | 2019    | 2020    |         |         |         |
| ↗12 610 | ↘12 501 | ↘12 327 | ↘12 039 |         |         |         |